# 路易啄花鸟
路易啄花鸟（学名：Dicaeum nitidum），是啄花鸟科啄花鸟属的一种，为巴布亚新几内亚的特有种。该物种的保护状况被评为无危。
路易啄花鸟的栖息地为亚热带或热带的湿润低地林。